# 陈雪荣
陈雪荣（1968年—），广东徐闻人，汉族，中华人民共和国政治人物、第十一届全国人民代表大会广东地区代表。
毕业于广东省徐闻县委党校经济管理专业，是中共党员。担任徐闻县龙塘镇东角村村支书。2008年起担任全国人大代表。